# (454326) Donlee
(454326) Donlee est un astéroïde de la ceinture principale.

## Description
(454326) Donlee est un astéroïde de la ceinture principale. Il fut découvert le 17 mai 2010 aux États-Unis par le programme WISE. Il présente une orbite caractérisée par un demi-grand axe de 2,60 UA, une excentricité de 0,22 et une inclinaison de 13,6° par rapport à l'écliptique.